# Pieve Torina
Pieve Torina ist eine italienische Gemeinde (comune) mit 1225 Einwohnern (Stand 31. Dezember 2023) in der Provinz Macerata in den Marken. Die Gemeinde liegt etwa 43,5 Kilometer südwestlich von Macerata am Nationalpark Monti Sibillini und gehört zur Comunità montana di Camerino.

## Verkehr
Durch die Gemeinde führt die frühere Strada Statale 209 Valnerina von Terni nach Muccia.